# Resolució 383 del Consell de Seguretat de les Nacions Unides
La Resolució 383 del Consell de Seguretat de les Nacions Unides, fou aprovada el 13 de desembre de 1975, va assenyalar un informe del Secretari General de les Nacions Unides que, en les circumstàncies actuals, encara era necessària la presència de la Força de les Nacions Unides pel Manteniment de la Pau a Xipre no sols per mantenir l'alto el foc, sinó també per facilitar la "recerca continuada d'un acord pacífic". La Resolució va prendre nota de l'informe de les condicions vigents a l'illa i la concurrència de les parts interessades amb la recomanació del Secretari General d'estendre l'estacionament de la Força a Xipre durant uns altres 6 mesos.
El Consell, després, va reafirmar resolucions passades sobre el tema i va demanar la seva implementació efectiva. El Consell també va instar a totes les parts interessades a que actuessin amb la màxima restricció i estengués una vegada més l'estacionament de la Força de les Nacions Unides pel Manteniment de la Pau a Xipre fins al 15 de juny de 1976. La Resolució conclou amb una crida a totes les parts interessades per estendre la seva plena cooperació amb la Força i va demanar al Secretari General que continués la tasca dels seus bons oficis i informés al Consell dels progressos realitzats enviant un informe a tot tardar el 31 de març de 1976.
La resolució es va aprovar amb 14 vots contra cap en contra; la República Popular de la Xina no va participar en la votació.